# Vignoc
Vignoc är en kommun i departementet Ille-et-Vilaine i regionen Bretagne i nordvästra Frankrike. Kommunen ligger i kantonen Hédé som tillhör arrondissementet Rennes. År 2022 hade Vignoc 2 290 invånare.

## Befolkningsutveckling
Antalet invånare i kommunen Vignoc
Referens:INSEE